# Raucourt-et-Flaba
 Raucourt-et-Flaba  là một xã ở tỉnh Ardennes, thuộc vùng Grand Est ở phía bắc nước Pháp.